# دفارز دور فلاندرز للسيدات 2023
دفارز دور فلاندرز للسيدات 2023 (بالفرنسية: À travers les Flandres féminin 2023)‏ هو سباق دراجات هوائية من فئة  1.1، وهو الموسم الحادي عشر من دفارز دور فلاندرز للسيدات، وأقيم في 29 مارس 2023 ضمن سباقات سباق الدراجات على الطريق للسيدات 2023.
فاز بالمركز الأول ديمي فوليرينغ، وفاز بالمركز الثاني كيارا كونسوني، وفاز بالمركز الثالث ماريان فوس.

## الفرق
| فرق سيدات عالمية (14)- فريق كوجياس ميتلر لوك برو للدراجات ‏ - رالي سايكلنج 2023 ‏ - فريق أونو إكس برو للدراجات للسيدات 2023 ‏ - ليف ريسينغ ‏ - بلانتور بورا سيلينج تيم ‏ - فريق سنويب للسيدات ‏ - EF Education–Tibco–SVB ‏ - Liv AlUla Jayco ‏ - موفيستار للسيدات ‏ - Lidl–Trek (women's team) ‏ - FDJ–Suez ‏ - جامبو فيسما للسيدات ‏ - إس دي وركس 2023 ‏ - يو أي أيه تيم 2023 ‏ فرق دراجات قارية سيدات (10)- بنجوال شوفالمير ‏ - Proximus-Alphamotorhomes-Doltcini CT‏ - تيم كوب هايتك بوردكتس ‏ - Zaaf Cycling Team ‏ - دروبز ‏ - باركهوتل فالكنبورغ 2023 ‏ - Cofidis Women Team ‏ - لوتو بيليسول للسيدات ‏ - Ceratizit Pro Cycling ‏ - إن إكس تي جي ريسينغ ‏ |  |
| |  |

## التصنيف العام النهائي
| التصنيف العام | التصنيف العام        | التصنيف العام             | التصنيف العام | التصنيف العام |
| المتسابقة     | المتسابقة            | الفريق                    | الوقت         |               |
| ------------- | -------------------- | ------------------------- | ------------- | ------------- |
| 1             | ديمي فوليرينغ        | إس دي وركس ‏               | 2 س 53 د 04 ث |               |
| 2             | كيارا كونسوني        | يو أي أيه تيم ‏            | + 38 ث        |               |
| 3             | ماريان فوس           | جامبو فيسما للسيدات ‏      | + 38 ث        |               |
| 4             | Vittoria Guazzini ‏   | FDJ–Suez ‏                 | + 38 ث        |               |
| 5             | Ruby Roseman-Gannon ‏ | Liv AlUla Jayco ‏          | + 38 ث        |               |
| 6             | فلورتجي ماكايج       | موفيستار للسيدات ‏         | + 38 ث        |               |
| 7             | مارلين رويسر         | إس دي وركس ‏               | + 38 ث        |               |
| 8             | ليان ليبرت           | موفيستار للسيدات ‏         | + 38 ث        |               |
| 9             | شيرين فان أنروي      | Lidl–Trek (women's team) ‏ | + 38 ث        |               |
| 10            | آشلي مولمان          | إن إكس تي جي ريسينغ ‏      | + 38 ث        |               |
|               |                      |                           |               |               |
|               |                      |                           |               |               |